# Elisabeth Gording
Elisabeth Gording, född 2 oktober 1907 i Oslo, död 29 oktober 2001, var en norsk skådespelare, teaterpedagog och kritiker. Hon var 1932–1940 gift med läkaren Odd Havrevold.
Hon debuterade 1933 som Milja i Oskar Braatens Ungen på Nationaltheatret, där hon var anställd till 1954. Hon spelade som karaktärsskådespelare i en stor repertoar, bland annat den grönklädde i Ibsens Peer Gynt och Asta i Lille Eyolf. Hon öppnade 1957 Barnas Teater i Oslo, senare utvidgad och omdöpt till Barne- og Ungdomsteatret. Vid denna elevteater arbetas det med dans, pantomim, improvisation, språk och dikt, instudering av texter och fri begåvningsutveckling inom en konstnärlig ram.
Gording gav ut Barneteater, en gjøglerlek (1965) och Dramatisches Spiel. Von kindlicher Improvisation zum Jugendtheater (1971).

## Filmografi
- 1946 – Om kjærligheten synger de